# Isildur
Isildur je izmišljene oseba iz Tolkienove mitologije. Pojavlja se v nekaj Tolkienovih kniga med drugim tudi Gospodarju prstanov.

## Biografija
Isildur se je rodi v leti 3209 drugega zemeljskega veka v Numenorju, kot prvi sin Elendila. Imel je mlajšega brata Anariona in štiri sinove Elendura, Aratana, Ciryona, in Valandila. 
Ko je bil Isildur še mlad je bil Númeronski kralj Ar-Pharazôn pod Sauronovim vplivom, in izdal ukaz, da mora biti Belo Drevo posekano. Isildur je odšel na dvor kralja, in ukradel sadiko Belega Drevesa, in poskusil zbežati, a nekdo je opozoril straže, zato je utrpel hude poškodbe.
Silmarillion pojasni, da je Isildur skupaj z bratom in očetom pobegil, ko je bil Numeron uničen. Isildur in njegov brat sta ustanovil kraljestvo Gondor ja, njun oče pa kraljestvo Arnor ja. Isildur je ustanovil tudi mesto Minas Ithil, ustanovil je tudi provinco imenovanoIthilien. V Osgiliath u pa sta z bratom vladala. Ko pa je Sauron leta 3428 zavzel Minas Ithil in uničil Belo Drevo, je Isildur z družino zbežal. Isildur je iskal vilinskega kralja Gil-galada in očeta. Med tem pa je njegov brat Anárion branil Osgiliath.
Leta 3434 se je vrnil z očetom in Gil-galadom v zadnjem zavezništvu ljudi in vilinov. Po zmagi, so zavezniki napredovali v Mordor do trdnjave Barad-dûr. Ko je bil Minas Ithil ponovno zavzet je Isildur poslal Aratan a in Ciryon a, da ga naselita. To je storil zato, da bi preprečil Sauron u in njegovim enotam pobeg. Boji v Mordor ju so bili dogotrajni in v njih je umrl tudi Isildurjev brat Anárion. 
Ko so bili po sedmih letih obleganja ubiti vsi Mordorski vojaki, se je prikaza Sauron in izzval kralja na boj. Med zadnjim bojem ob Gori Pogube, sta bila Elendil in Gil-galad ubita. Isildur pa je vzel očetov meč Narsil. Zamahnil je po sauronu in odrezal njegov prst na katerem je imel Edini Prstan. Meč se je pri tem zlomil, Sauron pa je izgubil telesno obliko.
Po vojni se je zavezniška vojska razkropila.Isildur je ostal v Gondor ju še eno leto in nadzoroval obnovo, nato pa je za kralja postavil Meneldil a. Sam je posadil sadiko Belega Drevesa v Minos Anorju . Nato se je vrnil v Arnor.

## Prstan in Isildur
Isildur je dobil prstan po porazu Saurona. Kljub pozivom Elronda in Círdana ga ni vrgel v ogenj Gore Pogube, saj je trdil, da bo prstan dediščina njegove hiše, njegov ponos in, da je prstan nadomestilo za bratovo in očetovo smrt. Že takrat bi bil lahko Sauron uničen.